# Du Yu

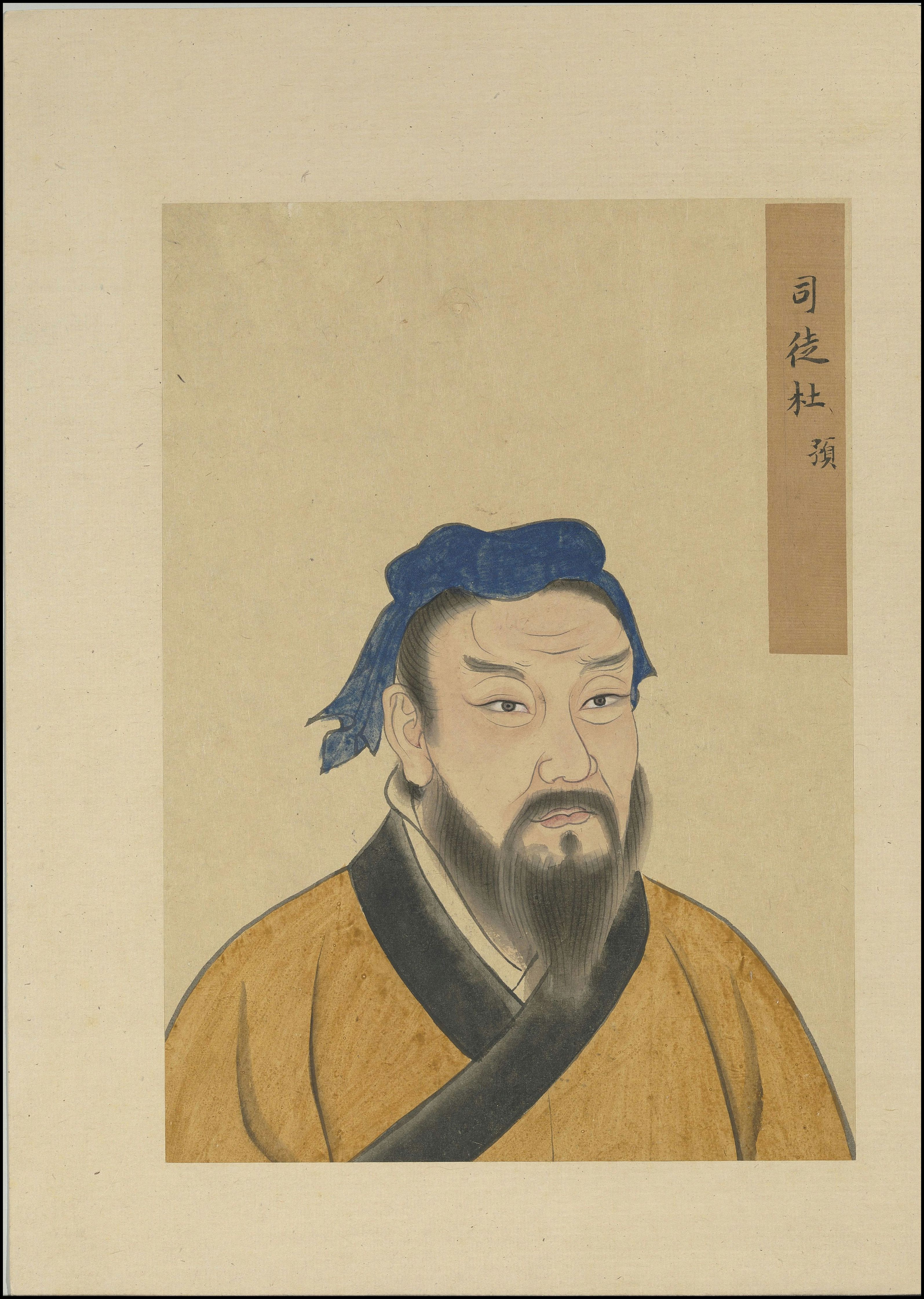
Du Yu

Du Yu (em chinês tradicional: 杜预, em chinês simples: 杜预, viveu em torno de 222 - 285) foi um oficial da dinastia Jin nos estados avançados do período dos três reinos da China. 
Du Yu foi o mais importante comandante de Zhong Hui na Conquista de Shu por Wei, e também conduziu um exército na conquista de Wu oriental. Du Yu controlou o desperdício do exército de Wu com grande autoridade, porém logo seria rendido por Sun Hao, o último imperador de Wu.
Objetou que as tropas descansassem durante o inverno e continuassem o cerco da dinastia Wu.
Du Yu é cunhado de Sima Zhao, cuja irmã mais nova, a princesa Gaolu (高陆) casou Du Yu logo após seu retorno da conquista de Shu por Wei. Du Yu também é o antepassado do poeta famoso Du Fu da dinastia Tang.